# Liste der dänischen Abgeordneten zum EU-Parlament (1979–1984)
Die Liste der dänischen Abgeordneten zum EU-Parlament (1979–1984) listet alle dänischen Mitglieder des 1. Europäischen Parlaments nach der Europawahl in Dänemark 1979.
- KOM: 1
- SOC: 4
- LD: 3
- CDI: 4
- ED: 3
- EPD: 1

- KOM: 1
- SOC: 4
- LD: 3
- CDI: 4
- EVP: 1
- ED: 2
- EPD: 1

## Mandatsstärke der Parteien
| Nationale Partei                 | Mandate               | Fraktion |
| -------------------------------- | --------------------- | --- |
| Folkebevægelsen mod EU (N)       | 04                    | Technische Fraktion der Unabhängigen (CDI)                                                                                                |
| Socialdemokraterne (A)           | 03                    | Sozialdemokratische Fraktion (SOC) |
| Siumut (S)                       | 01                    | Sozialdemokratische Fraktion (SOC) |
| Venstre (V)                      | 03                    | Liberale und Demokratische Fraktion (LD)                                                                                                  |
| Det Konservative Folkeparti (KF) | 02                    | Europäische Demokraten (ED) |
| Det Konservative Folkeparti (KF) | 03 (ab 23. Okt. 1983) | Europäische Demokraten (ED) (2×)Europäische Demokraten für den Fortschritt (EPD) (1×)                                                     |
| Socialistisk Folkeparti (SF)     | 01                    | Fraktion der Kommunisten und Nahestehenden (KOM)                                                                                          |
| Centrum-Demokraterne (CD)        | 01                    | Europäische Demokraten (ED)Fraktionslose Abgeordnete (NI) (ab 30. Sep. 1980)Fraktion der Europäischen Volkspartei (EVP) (ab 9. Feb. 1981) |
| Fremskridtspartiet (Frp)         | 01                    | Europäische Demokraten für den Fortschritt (EPD)                                                                                          |
| Fremskridtspartiet (Frp)         | 0 (ab 23. Okt. 1983)  | |
| Gesamt                           | 16                    | |

## Abgeordnete
| Bild | MEP                      | Lebens- daten | von              | bis                | Partei | Fraktion | Anmerkungen                                                           |
| ---- | ------------------------ | ------------- | ---------------- | ------------------ | ------ | -------- | --------------------------------------------------------------------- |
|      | Jørgen Bøgh              | 1917–1997     | 17. Juli 1979    | 23. Juli 1984      | N      | CDI      |                                                                       |
|      | Jens-Peter Bonde         | 1948–2021     | 17. Juli 1979    | 23. Juli 1984      | N      | CDI      |                                                                       |
|      | Bodil Boserup            | 1921–1995     | 17. Juli 1979    | 23. Juli 1984      | SF     | KOM      |                                                                       |
|      | Ove Fich                 | 1949–2012     | 7. November 1979 | 23. Juli 1984      | A      | SOC      | Nachgerückt für Kjeld Olesen                                          |
|      | Eva Gredal               | 1927–1995     | 17. Juli 1979    | 23. Juli 1984      | A      | SOC      |                                                                       |
|      | Mette Groes              | 1937–2014     | 17. Juli 1979    | 18. September 1980 | A      | SOC      | Nachrücker: Eggert Petersen                                           |
|      | Niels Haagerup           | 1925          | 17. Juli 1979    | 23. Juli 1984      | V      | LD       |                                                                       |
|      | Else Hammerich           | 1936–2021     | 17. Juli 1979    | 23. Juli 1984      | N      | CDI      |                                                                       |
|      | Erhard Jakobsen          | 1917–2002     | 17. Juli 1979    | 23. Juli 1984      | CD     | EDNIEVP  | Fraktionsaustritt am 30. Sep. 1980, Fraktionsbeitritt am 9. Feb. 1981 |
|      | Kent Kirk                | 1948          | 17. Juli 1979    | 23. Juli 1984      | KF     | ED       |                                                                       |
|      | Finn Lynge               | 1933–2014     | 17. Juli 1979    | 23. Juli 1984      | S      | SOC      |                                                                       |
|      | Poul Møller              | 1919–1997     | 17. Juli 1979    | 23. Juli 1984      | KF     | ED       |                                                                       |
|      | Kai Nyborg               | 1922–2008     | 17. Juli 1979    | 23. Juli 1984      | FrpKF  | EPD      | Parteiwechsel am 23. Okt. 1983                                        |
|      | Jørgen Brøndlund Nielsen | 1939          | 17. Juli 1979    | 23. Juli 1984      | V      | LD       |                                                                       |
|      | Tove Nielsen             | 1941          | 17. Juli 1979    | 23. Juli 1984      | V      | LD       |                                                                       |
|      | Kjeld Olesen             | 1932–2024     | 17. Juli 1979    | 31. Oktober 1979   | A      | SOC      | Nachrücker: Ove Fich                                                  |
|      | Eggert Petersen          | 1927          | 9. Oktober 1980  | 23. Juli 1984      | A      | SOC      | Nachgerückt für Mette Groes                                           |
|      | Sven Skovmand            | 1936          | 17. Juli 1979    | 23. Juli 1984      | N      | CDI      |                                                                       |